# Bella Unión
Bella Unión är en ort i Mexiko.   Den ligger i kommunen Compostela och delstaten Nayarit, i den centrala delen av landet, 600 km väster om huvudstaden Mexico City. Bella Unión ligger 265 meter över havet och antalet invånare är 185.
Terrängen runt Bella Unión är lite bergig. Runt Bella Unión är det ganska tätbefolkat, med 54 invånare per kvadratkilometer. Närmaste större samhälle är Las Varas, 14,7 km norr om Bella Unión. I omgivningarna runt Bella Unión växer i huvudsak städsegrön lövskog.